# Ruslan Kotsaba
Ruslan Petrovytj Kotsaba (ukrainska: Руслан Петрович Коцаба), född 18 juni 1966 i Ivano-Frankivsk, Ukrainska SSR i dåvarande Sovjetunionen, är en ukrainsk journalist, bloggare, tidigare politisk fånge och en kontroversiell politisk aktivist. Han avtjänade 2015 till 2016 1,5 år i fängelse för kritik emot "den ukrainska statens krig mot den egna befolkningen". Mellan 2017 till 2020 har han varit föremål för fortsatta åtal och domstolsprocesser. Senare har han anslutit sig till en pro-rysk rörelse.

## Biografi
Kotsaba var på 1980-talet aktiv i den illegala antikommunistiska rörelsen, som ung student och medlem i ukrainska Helsingforskommittén. Ursprungligen var Kotsaba anhängare av Majdan 2014 och sympatiserade med Ukrainas nya pro-västliga makthavare som vill närma sig EU och Nato. Han var även aktiv under orangea revolutionen tio år tidigare, där man också eftersträvade ett ukrainskt närmande till väst.

### Journalistik och kritik
Kotsaba började ifrågasätta utgången av Majdan när han bland annat såg de högerextremas inflytande över politiken, både i det ukrainska parlamentet (Svoboda) och på gatan. Han kritiserade att nya makthavarna även röstade för diskriminerande lagar mot den rysktalande minoritetsbefolkningen.
Kotsaba åkte till kriget i östra Ukraina som reporter för TV-kanalen 112 Ukraine. Där rapporterade han att de som slåss på rebellsidan är ukrainska medborgare och beskrev kriget som "ett fruktansvärt inbördeskrig där bröder dödar varandra". Hans rapportering ogillades av myndigheterna i Kiev, varefter han avskedades från TV-kanalen. Även många ukrainska journalister var kritiska emot Kotsabas rapportering.

### Videoblogg, fängelse, benådning
Kotsaba startade då en egen videoblogg på Youtube, där han bland annat uppmanade de tilltänkta soldaterna att vägra lyda inkallelseordern. Han greps av säkerhetspolisen SBU och ställdes i februari 2015 inför rätta som ”landsförrädare, spion och utländsk agent”. Domen blev 3,5 år, och Amnesty International klassificerade honom omedelbart som en samvetsfånge. Han hölls därefter i isoleringscell i 524 dagars tid. Efter 18 månader i fängelse benådades Ruslan Kotsaba sommaren 2016, som ett resultat av påtryckningar från Amnesty och flera EU-parlamentariker.
Eftersom Ruslan Kotsaba efter benådningen har fortsatt att kritisera den ukrainska regimen anses hans benådning ha varit felaktig. Hans fall överklagades till högre instans och togs 2017 upp i domstol, där han stod åtalad för landsförräderi. Den 9 november samma år publicerade Aftonbladet en artikel av Ruslan Kotsaba, i vilken han vädjade till svenska politiker att uppmärksamma förföljelserna av journalister i Ukraina. 7 december 2017 fann den regionala appellationsdomstolen för Kiev att åtalet inte hade formulerat vad han faktiskt åtalades för, och att underrätten därför inte hade någon laglig grund för att ta upp fallet.

### 2020-talet
I december 2020 rapporterades att han åter stod åtalad för den video från 2015 som han tidigare dömts för.
Under 2020-talet har Kotsaba fortsatt sin politiska kritik och aktivism, vilket återkommande lett till konfrontationer med olika meningsmotstǻndare. I oktober 2022 flydde Kotsaba från Ukraina, sedan man nekat honom undantag från krigstjänstgöring på grund av samvetsskäl. Därefter erhöll han tillfälligt uppehållstillstånd i USA.
I april 2023 anslöt Kotsaba sig till "Annorlunda Ukraine", en pro-rysk organisation skapad samma månad av mediemagnaten Viktor Medvedtjuk. Organisationen driver politiken att Ukraina leds av nazister och återpublicerar ofta information från statliga ryska källor. Medvetjuk har sedan 2022 levt i exil i Ryssland, efter att tidigare ha fängslats som misstänkt för delaktighet i ett pro-ryskt maktövertagande i Ukraina.
I december 2023 uteslöts Kotsaba från Ukrainian Pacifist Movement, efter att ha vägrat delta i en icke-våldsmanifestation mot den ryska aggressionen mot landet. Kotsaba har tidigare verkat som ordförande för organisationen som bildades 2019.